# Front Północny (1939)

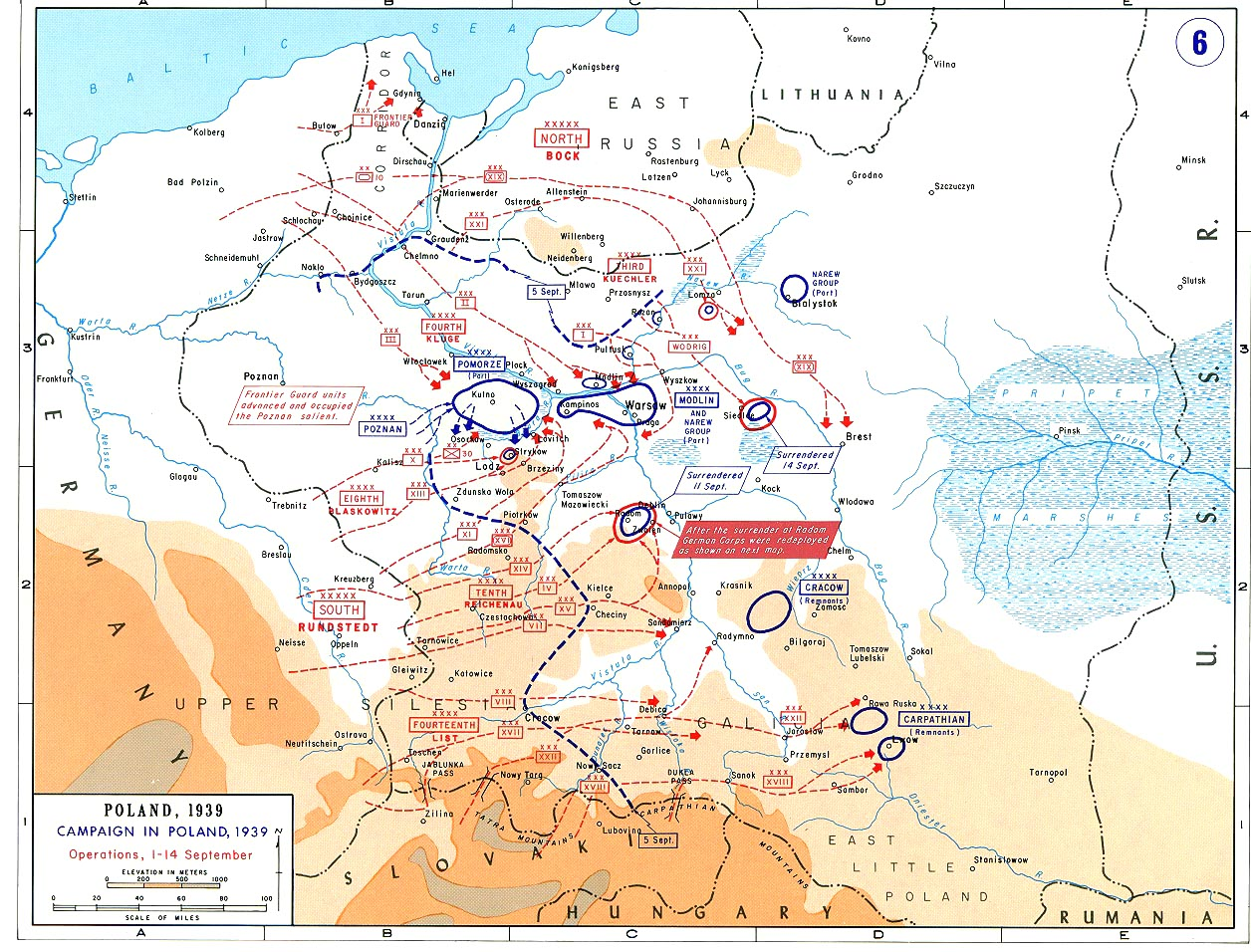
1–14 września 1939

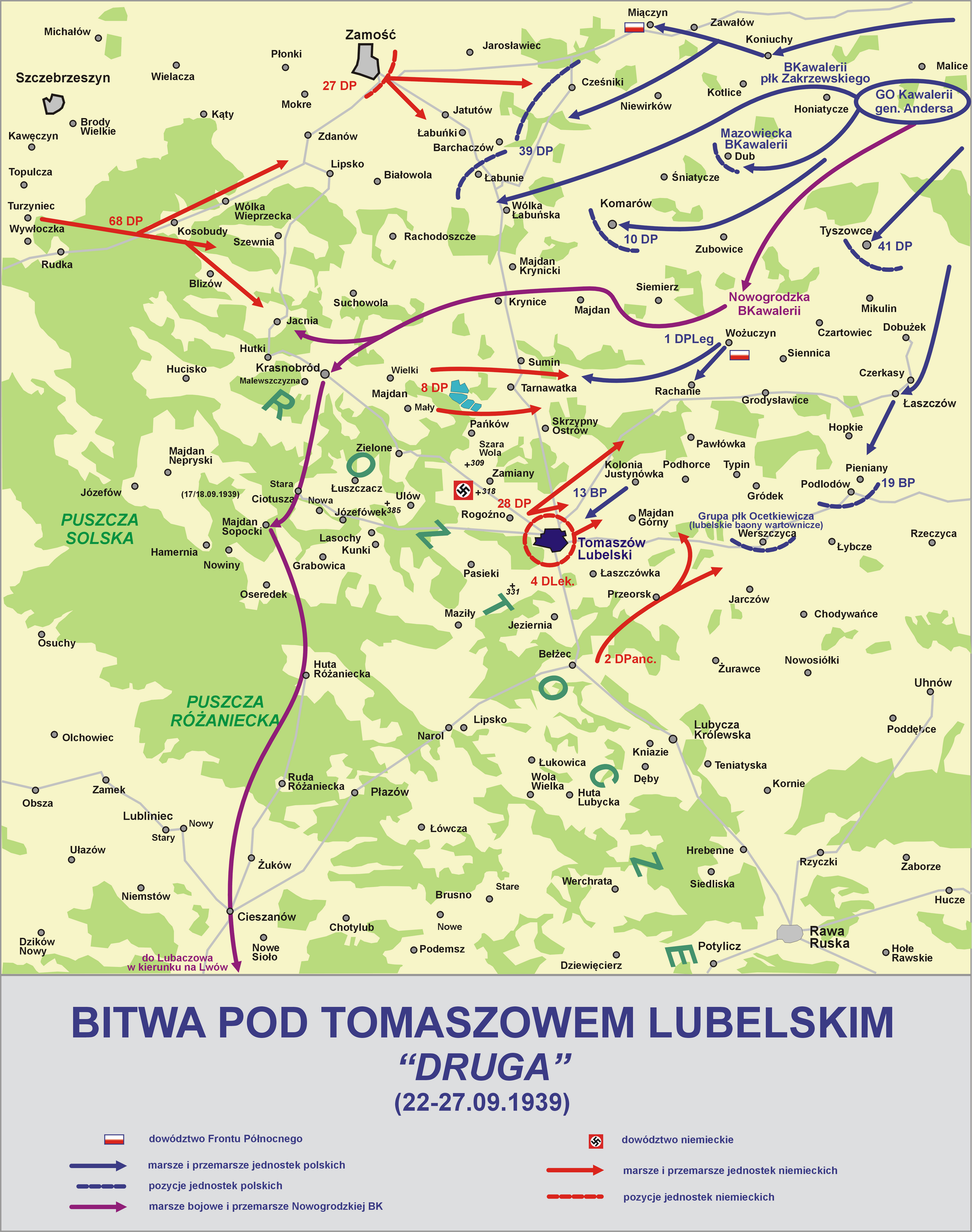

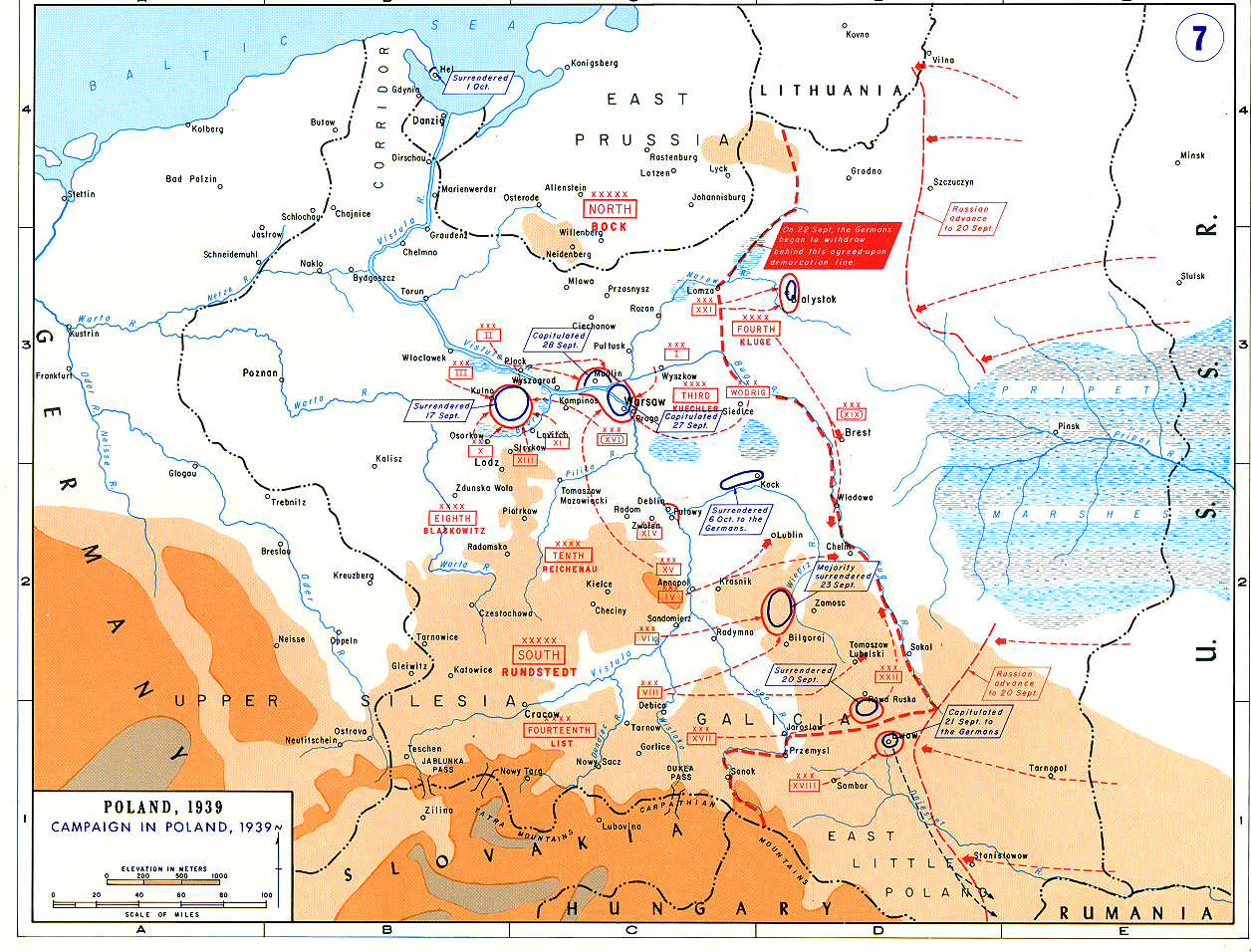
14 września – 5 października 1939

Front Północny (inna nazwa: Grupa Armii gen. Dąb-Biernackiego) – związek operacyjny Wojska Polskiego utworzony w czasie kampanii wrześniowej rozkazem Wodza Naczelnego marszałka Edwarda Śmigłego-Rydza 10 września 1939 roku.

## Geneza i zadania
Front Północny był jednym z dwóch frontów utworzonych we wrześniu 1939 r. dla sprawnego dowodzenia armią polską. Miał składać się z oddziałów zepchniętych znad granicy Polski z Prusami Wsch. oraz z oddziałów odwodowych znajdujących się w rejonie na wschód od Warszawy. Front miał oprzeć swoją obronę na rzece Narew, lecz było to nierealne już w chwili jego powstania. Nie doszło także do oparcia frontu na kolejnej przeszkodzie (rzeka Bug). Jednostki mające tworzyć front znajdowały się w rozproszeniu po bitwie granicznej. Armia „Modlin” w większości broniła twierdzy w Modlinie, Samodzielna Grupa Operacyjna Narew została rozbita na kilka samodzielnych grup walczących w oddaleniu od sąsiadujących armii. Armia Prusy rozbita w rejonie Piotrkowa Tryb. Radomia i Iłży mozolnie była odtwarzana przez dowództwo frontu w rejonie Chełma.

## Działania
Front Północny jako zwarta grupa wojsk uzyskał kontakt z nieprzyjacielem dopiero w dniach 16/17 września, gdy niemieckie wojska nacierające od strony Brześcia natarły na Włodawę. Polskim oddziałom nie udało się Włodawy odbić, ale pod Sawinem odparto niemieckie natarcie w kierunku Chełma. Po otrzymaniu wiadomości o agresji sowieckiej odtworzone oddziały Frontu dostały rozkaz odejścia z rejonu Chełma na południe, gdzie pod Tomaszowem Lubelski Armie Lublin i Kraków walczyły o utorowanie sobie drogi w kierunku Lwowa i dalej na południe do granicy węgierskiej. Niemcy jednak nie zamierzali dopuścić do połączenia frontów, dywizje Frontu Północnego stoczyły ciężkie walki pod Krasnymstawem i pod Cześnikami. Pod Tomaszów Lubelski dotarły kilka dni po kapitulacji wojsk gen. Piskora.
Druga bitwa pod Tomaszowem zakończyła się klęską. Nieliczne oddziały przebiły się na południe, staczając po drodze potyczki zarówno z odchodzącymi Niemcami, jak i z nacierającą Armią Czerwoną. Dowództwo frontu zostało rozwiązane przed kapitulacją oddziałów, co umożliwiło oficerom indywidualne przebijanie się do granicy z Węgrami. Część oddziałów skapitulowała nadchodzącej Armii Czerwonej, większość poddała się Niemcom.
Drobne grupy polskie pozostały w rejonie Chełma po odejściu frontu na południe do 25 września. Po zajęciu Chełma przez Armię Czerwoną sklecona grupa polskich wojsk wycofała się przez Krasnystaw w kierunku Kraśnika z zamiarem przejścia przez San i kierowania się dalej do granicy z Węgrami. Skapitulowała 26 września przed Niemcami za Kraśnikiem w obliczu braku szans na przebicie się przez niemiecką obronę na Sanie. Tak z końcem września zakończyła walkę ostatnia grupa oddziałów Frontu Północnego.

## Organizacja Frontu Północnego
- Dowództwo Frontu Północnego
- elementy Armii „Lublin”
  - 39 Dywizja Piechoty (rezerwowa)
- elementy Grupy Operacyjnej „Wyszków”
  - 1 Dywizja Piechoty Legionów
  - 41 Dywizja Piechoty (rezerwowa)
- elementy Samodzielnej Grupy Operacyjnej „Narew”
  - 33 Dywizja Piechoty (rezerwowa)
- Grupa Operacyjna Kawalerii gen. Andersa

## Obsada personalna Kwatery Głównej
Obsada personalna Kwatera Główna Frontu:
Dowództwo
- dowódca – gen. dyw. Stefan Dąb-Biernacki
- oficer ordynansowy – kpt. piech. Antoni Pietraszun †8 V 1973 Łódź
- dowódca etapów – gen. bryg. Jerzy Wołkowicki
- szef służby sprawiedliwości – ppłk aud. Stanisław Kudelski †10 V 1942 KL Auschwitz
- szef służby duszpasterstwa – ks. proboszcz Walenty Pączek

Sztab
- szef sztabu – płk dypl. piech. Tomasz Obertyński †1940 Charków
- szef Oddziału II – mjr dypl. piech. Wincenty Bąkiewicz
- referent – mjr dypl. piech. Maksymilian Kurnatowski †1941 ZSRR
- szef oddziału III – ppłk dypl. Edward Słowikowski †1940 Charków
- dowódca łączności – ppłk łącz. Stanisław Rausz †1940 Kijów
- referent – mjr łącz. Marian Dorotycz-Malewicz †10 X 1945 Rzym
- kwatermistrz – płk dypl. art. Tadeusz Procner †1940 Charków
- szef Oddziału I – ppłk dypl. art. Józef Kaiser †1940 Ukraina
- szef oddziału IV – ppłk dypl. piech. Wilhelm Kasprzykiewicz †1940 Katyń
- referent – kpt. dypl. art. rez. Piotr Dunin Borkowski †1940 Katyń
- szef służby zdrowia – płk lek. dr Mieczysław Henoch[2]
- szef służby kolejnictwa – ppłk dypl. piech. Wacław Domański
- delegat naczelnego kwatermistrza – ppłk dypl. art. Leon Janusz Horodecki[3]

Dowódcy broni
- dowódca artylerii – płk dypl. art. dr Stanisław Künstler
- dowódca Lotnictwa i OPL – płk pil. Jerzy Garbiński †19 IX 1979 Warszawa
- zastępca dowódcy – ppłk dypl. obs. Kazimierz Winicki
- oficer operacyjny – mjr obs. Tadeusz Lewkowicz
- dowódca broni pancernych – płk kaw. Józef Koczwara
- dowódca saperów – ppłk dypl. sap. Leon Tyszyński